# Медоносни пчели
Медоносните пчели (Apis) са род насекоми от семейство Същински пчели (Apidae).
Таксонът е описан за пръв път от Карл Линей през 1758 година.

## Видове
- Apis andreniformis
- Apis carbonaria
- Apis cerana – Китайска восъчна пчела
- Apis dorsata – Голяма индийска пчела
- Apis florea – Малка индийска пчела
- Apis hortorum
- Apis koschevnikovi
- Apis laboriosa
- Apis mellifera – Европейска медоносна пчела
- Apis nigrocincta
- Apis nuluensis
- Apis ruderata
- Apis subterranea
- Apis terrestris